# Скорњано (Верона)
Скорњано је насеље у Италији у округу Верона, региону Венето.
Према процени из 2011. у насељу је живело 69 становника. Насеље се налази на надморској висини од 382 м.